# Pi Coronae Borealis
Pi Coronae Borealis (9 Coronae Borealis) é uma estrela na direção da constelação de Corona Borealis. Possui uma ascensão reta de 15h 43m 59.32s e uma declinação de +32° 30′ 57.0″. Sua magnitude aparente é igual a 5.57. Considerando sua distância de 249 anos-luz em relação à Terra, sua magnitude absoluta é igual a 1.16. Pertence à classe espectral G9III:.